# Германовка (Киевская область)
Германовка (укр. Германівка, до 1989 года — Красное Второе) — село в Обуховском районе Киевской области Украины.
Население по переписи 2001 года составляло 1667 человек. Занимает площадь 0,566 км².

## История
В 1946 г. указом ПВС УССР село Германовка переименовано в Красное

## Местный совет
Административный центр Германовского сельского совета.
Адрес местного совета: 08753, Киевская обл., Обуховский р-н, с. Германовка, ул. Б. Хмельницького, 22.